# Markus Kaiser (Journalist)

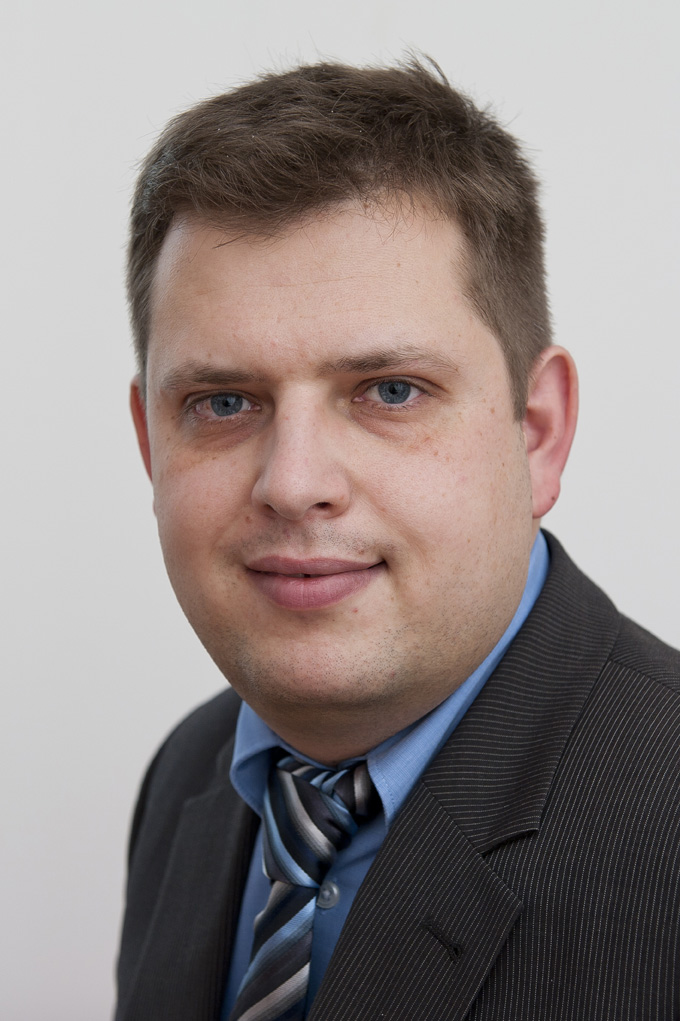
Markus Kaiser

Markus Kaiser (* 1978 in Nürnberg) ist ein deutscher Journalist und Kommunikationswissenschaftler.

## Werdegang
Markus Kaiser hat Politikwissenschaft, Geschichte, Betriebswirtschaftslehre sowie Digital Marketing und Data Management in Erlangen, Hagen und Wien studiert. Anschließend war er Hochschul- und Sportredakteur bei der Nürnberger Zeitung. Im Anschluss war er Pressesprecher im Landratsamt Roth. Von 2010 bis 2016 leitete er als Geschäftsführer die Medienstandort-Agentur MedienNetzwerk Bayern/MedienCampus Bayern. Seit April 2016 ist er Professor für praktischen Journalismus an der Technischen Hochschule Nürnberg Georg Simon Ohm.
Im Mai 2019 wurde er von einer Jury des digitalen Netzwerks Isarnetz in die Liste der „80 führenden Köpfe der Münchner Digital- und Kreativszene“ gewählt.
Im November 2020 wurde er als Vorstandsmitglied des MedienCampus Bayern gewählt. Bei der Neuwahl im Juni 2021 ist er nicht mehr angetreten.

## Plagiatsvorwürfe
Im Sommer 2022 veröffentlichte der umstrittene Plagiatsprüfer Stefan Weber mehrere Passagen aus Kaisers Lehrbuch „Recherchieren. Klassisch - online - crossmedial“ (2015) und interpretierte diese als Plagiate von Texten aus Wikipedia und Der Spiegel. Die TH Nürnberg erkannte in den ohne Quellenangaben übernommenen Passagen jedoch kein Fehlverhalten, da es sich nicht um eine wissenschaftliche Arbeit handle.

## Lehre
Seine Schwerpunkte in der Lehre an der TH Nürnberg sind Recherche, digitaler Journalismus, Medieninnovationen, Change Management, Ideenmanagement und Eventmanagement. Neben seiner Professur ist Kaiser tätig als Lehrbeauftragter unter anderem an der Friedrich-Alexander-Universität Erlangen-Nürnberg, Ludwig-Maximilians-Universität München, Hochschule Ansbach und Hochschule Kempten. Als Dozent unterrichtet er unter anderem für die Bayerische Akademie für Fernsehen und digitale Medien, die Akademie für Neue Medien Kulmbach, die Bayerische Akademie für Verwaltungsmanagement und die Hanns-Seidel-Stiftung.